# سترامبينيلو
سترمبينيلو (بالإيطالية: Strambinello) هي بلدية تقع في مدينة تورينو بمنطقة بيمنتة الإيطالية، وتبعد حوالي 40 كم عن مدينة تورين من جهة الشمال.